# Tatum, Novi Meksiko
Tatum je mjesto u okrugu Lei u američkoj saveznoj državi Novom Meksiku. Prema popisu stanovništva SAD 2000. ovdje je živjelo 683 stanovnika. 

## Zemljopis
Nalazi se na 33°15′19″N 103°18′58″W / 33.25528°N 103.31611°W (33.255401, -103.316143). Prema Uredu SAD-a za popis stanovništva, zauzima 3,1 km2 površine, sve suhozemne.

## Stanovništvo
Prema podatcima popisa 2010. u Tatumu je bilo 798 stanovnika, 312 kućanstava od čega 215 obiteljskih, a stanovništvo po rasi bili su 80,2% bijelci, 1,4% "crnci ili afroamerikanci", 0,9% "američki Indijanci i aljaskanski domorodci", 0,8% Azijci, 0,1% havajskih domorodaca, 15,4% ostalih rasa, 1,1% dviju ili više rasa. Hispanoamerikanaca i Latinoamerikanaca svih rasa bilo je 44,2%.

## Promet
Zračna luka Tatum u vlasništvu grada Tatuma. Nalazi se 6 km od tatumske središnje poslovne četvrti.